# Ford P68
 (avril 2024).
Chronologie des modèles
Aucun Aucun
La Ford P68, également connue sous le nom de Ford 3L GT ou F3L, est un prototype de voiture de course introduit en mars 1968. Elle a été conçue par Len Bailey, un ingénieur de recherche de Ford, financée par Ford Europe et construite par Alan Mann Racing à Weybridge, Surrey, Royaume-Uni. La première apparition en compétition d'un prototype de Ford 3L a eu lieu lors de la course des 1 000 kilomètres de Brands Hatch, à Brands Hatch, dans le Kent. Malgré une allure apparente, la voiture a été critiquée pour son instabilité à haute vitesse et, en raison de pannes mécaniques et électriques, n'a terminé aucune des courses dans lesquelles elle était engagée.
Pour la saison 1969, la P68 a été utilisée comme base pour un spyder entièrement ouvert, mais avorté, surnommé le Ford P69. La P69 arborait de grandes ailes aérodynamiques autoportantes, essentielles à la stabilité de la voiture à grande vitesse. Cependant, celles-ci ont été interdites par l'organisme de sanction européen au début de la saison, donc la P68 n'était plus éligible pour courir dans sa catégorie respective.

## Fond
À la fin de la saison 1967, la FIA a redéfini les règles pour les courses de voitures de sport. La cylindrée du moteur était limitée à 3 litres pour la catégorie des prototypes sport les plus légers et plus avancés du groupe 6, tandis qu'une nouvelle catégorie de voitures de sport, le groupe 4 de 5 litres, a été introduite pour les véhicules dont au moins 50 exemplaires avaient été construits. L'organisation du siège américain de Ford s'est retirée des courses de voitures de sport fin 1967, laissant ces équipes engagées faire fonctionner la GT40 vieillissante sans le soutien de l'usine. Alors que certaines équipes, telles que JWA, ont décidé de suivre la route des voitures de sport du groupe 4 et ont commencé à travailler sur la mise à jour de la GT40, Alan Mann Racing a décidé de construire un tout nouveau prototype de voiture autour du moteur V8 Formula 1 DFV de 3.0L récemment introduit par Ford.
Grâce au parrainage de Ford, ainsi que de Burmah-Castrol et Goodyear, AMR a fait appel aux services du principal aérodynamicien de Ford, Len Bailey, qui avait conçu une grande partie de la carrosserie de la GT40, pour travailler sur leur nouvelle voiture.

## Conception
La voiture a été construite selon les réglementations du groupe 6, avec une conception de carrosserie ouverte et deux places. Cela a peut-être été interprété de manière assez libérale, seule une petite trappe dans le toit, autrement enveloppant, étant laissée ouverte aux éléments. La trappe permettait également au conducteur de voir le rétroviseur central.
L'un des principaux avantages des réglementations sur les prototypes ouverts était qu'elles autorisaient une ligne de toit beaucoup plus basse que ce qui aurait été possible autrement. Bailey a utilisé cela pour créer une conception extrêmement basse, longue, courbée et efficace sur le plan aérodynamique. Avec un Cx de seulement 0,27 et une surface frontale de 1,3 m2, le moteur de 3,0 L était suffisant pour pousser la P68 à plus de 350 km/h, plus rapide que les Formule 1 contemporaines. Cependant, l'ancien pilote Frank Gardner a critiqué la poursuite de l'efficacité aérodynamique de Bailey au détriment du confort du conducteur. Afin de garder la P68 sur la route, Bailey a incorporé une écope arrière brevetée, générant des vortex, destinée à créer une force d'appui sans ajouter de traînée. Cependant, bien qu'il ait depuis été démontré que la voiture produisait une force d'appui modérée à grande vitesse, cela concerne principalement les roues avant. L'instabilité à grande vitesse en résultant a conduit John Surtees et Jack Brabham à refuser de conduire la voiture,. Au cours des mois suivants, la P68 a fait germer des spoilers arrière de plus en plus gros et de petits bas de caisses avant, dans le but de stabiliser la voiture.
Sous la carrosserie courbée, le châssis était monocoque en aluminium rivetée, avec des cloisons en acier sur lesquelles les composants de la suspension étaient montés. Le moteur DFV était supporté dans un berceau en aluminium derrière le conducteur. Contrairement à la Lotus 49 pour laquelle le moteur DFV avait été conçu, le moteur n'était pas utilisé comme élément structurel du châssis. En revanche, la disposition des suspensions était presque une copie directe de la pratique dans les F1 contemporaines. Les observateurs contemporains ont commenté les composants surdimensionnés du moyeu avant, permettant potentiellement à la voiture d'être convertie en quatre roues motrices à un moment donné. Le radiateur était monté dans le nez, bien que des améliorations ultérieures du refroidissement aient entraîné l'incorporation d'une ouverture plus large à partir de la mi-saison. Le carburant était stocké dans deux alvéoles déformables, une dans chaque seuil.
À la suite de mauvais résultats, au cours de l'hiver 1968, Len Bailey adapte la carrosserie monocoque de la P68 pour pleinement exploiter la réglementation des toits ouverts. Un prototype de spyder entièrement ouvert a été produit avec des panneaux de carrosserie presque entièrement nouveaux; encore plus bas et plus large, il comprenait également une réduction spectaculaire de la longueur. La mécanique a été reprise de la P68 sous une forme presque inchangée. Cette nouvelle voiture était numérotée P69, bien que les différences avec la P68 n'étaient que superficielles. Dans une tentative de remédier aux mêmes problèmes de stabilité qui affligeaient la P68, la P69 disposait d'un système innovant d'ailes aérodynamiques interconnectées, à commande hydraulique, partiellement automatiques et réglables. Cependant, à la suite de plusieurs accidents avec des systèmes similaires lors de courses de Formule 1, les ailes ont été rapidement interdites par la FIA en début de saison. Sans ailes, AMR a jugé que la voiture nécessiterait une refonte complète pour être compétitive avec les Porsche dominantes et donc, faute de fonds, le projet P68/P69 a été abandonné.

## Histoire en course
Le 7 avril 1968, le premier lot de voitures était prêt pour l'ouverture de la saison européenne, la course BOAC 500 à Brands Hatch. Même si tôt dans sa carrière, la P68 avait commencée à développer des spoilers et des bas de caisses à l'avant et à l'arrière. Deux voitures étaient engagées, une pour Bruce McLaren et Denny Hulme et l'autre pour Jochen Rindt et Mike Spence. Cependant, les deux voitures ont été relativement peu testées, l'une étant en fait toute neuve, et des problèmes ont assailli le week-end. Bien qu'initialement lentes pendant les essais, les réglages et les ajustements progressifs ont signifié qu'à la fin des qualifications, McLaren avait réussi à faire un tour suffisamment rapide pour prendre la deuxième place sur la grille, divisant les Porsche 907 d'usine. Malheureusement, la voiture de Rindt/Spence a subi une panne de support moteur et n'a pas réussi à se qualifier. Spence, une sorte de spécialiste de Brands Hatch, a été placé dans la voiture de tête pour la course et il était au volant, en tête de la course, lorsqu'un joint en caoutchouc de la transmission s'est rompu, mettant la voiture hors course. Bien qu'aucune des deux voitures n'ait terminé, le rythme et les performances en course semblaient prometteurs pour l'avenir.
Cette promesse ne sera jamais tenue. Avec la mort de Mike Spence lors des essais pour l'Indianapolis 500 de 1968, son compatriote Chris Irwin a été recruté pour la prochaine course de la P68 : les 1000 km du Nürburgring de 1968. Il a eu la chance d'échapper à la mort lorsqu'il a perdu le contrôle de sa voiture sur la Flugplatz pendant les essais, bien que ses blessures aient été suffisamment graves pour mettre fin à sa carrière. La voiture a été détruite. En course, une fois de plus, la P68 restante n'a pas terminée à cause de problèmes mécaniques. Cela a été la même chose pendant toutes les courses restantes pour lesquelles la P68 a été engagée en 1968. Un moment fort alléchant s'est produit lorsque Frank Gardner, qui a effectué une grande partie des tests de développement limités de la P68, a remporté la pole position lors de la course des 1000 km de Spa. Cependant, une fois de plus, la voiture aimait décevoir, car elle s'est arrêtée au premier tour de la course avec un système électrique défectueux. À ce moment-là, les défauts de la P68 n'étaient que trop évidents et Alan Mann Racing a décidé de ne pas se rendre à la course Zeltweg.
En 1969, AMR avait l'intention de remplacer la P68 par sa voiture sœur, la P69. Cependant, au moment de la course BOAC 500 de 1969, une seule P69 était prête. Après avoir essayé la P69, avant les qualifications, Jack Brabham, en colère, a catégoriquement refusé de conduire la voiture tellement il l'a trouvée instable. Il ne restait plus qu'une P68 d'un an pour porter le drapeau AMR, entre les mains de Hulme et Gardner. Une grande aile surélevée était directement fixée au sommet des tours de suspension arrière, ce qui permettait de réduire, dans une certaine mesure, la portance arrière à grande vitesse, mais encore une fois, une panne moteur a arrêté la voiture avant la fin de la course. La dernière sortie en compétition pour le prototype Ford 3L a eu lieu lors de la réunion du Trophée AMOC Martini à Silverstone. Mais le pilote Gardner n'a jamais atteint la grille, car pendant les essais, la pluie a trempé l'électricité de la voiture, la rendant incapable de démarrer.

## Résultats complets du Championnat du monde des marques
(key) (les résultats en gras indiquent la pole position; les résultats en italique indiquent le tour le plus rapide)
| Année | Participants     | Châssis | Catégorie | Pilotes         | 1   | 2   | 3   | 4   | 5   | 6   | 7   | 8   | 9   | 10  | Points | PCMCE |
| ----- | ---------------- | ------- | --------- | --------------- | --- | --- | --- | --- | --- | --- | --- | --- | --- | --- | ------ | ----- |
| 1968  | Alan Mann Racing | P68     | Groupe 6  |                 | DAY | SEB | BHC | MNZ | TFO | SPA | NÜR | WGN | ZEL | LMS | 0      | -     |
| 1968  | Alan Mann Racing | P68     | Groupe 6  | Bruce McLaren   |     |     | 29  |     |     |     |     |     |     |     | 0      | -     |
| 1968  | Alan Mann Racing | P68     | Groupe 6  | Mike Spence     |     |     | 29  |     |     |     |     |     |     |     | 0      | -     |
| 1968  | Alan Mann Racing | P68     | Groupe 6  | Jochen Rindt    |     |     | NPD |     |     |     |     |     |     |     | 0      | -     |
| 1968  | Alan Mann Racing | P68     | Groupe 6  | Denny Hulme     |     |     | S   |     |     |     |     |     |     |     | 0      | -     |
| 1968  | Alan Mann Racing | P68     | Groupe 6  | Frank Gardner   |     |     |     | 49  | 35  | 36  |     |     | NPA |     | 0      | -     |
| 1968  | Alan Mann Racing | P68     | Groupe 6  | Richard Attwood |     |     |     | 49  |     |     |     |     | NPA |     | 0      | -     |
| 1968  | Alan Mann Racing | P68     | Groupe 6  | Chris Irwin     |     |     |     | NPD |     |     |     |     |     |     | 0      | -     |
| 1968  | Alan Mann Racing | P68     | Groupe 6  | Pedro Rodríguez |     |     |     | NPD |     |     |     |     |     |     | 0      | -     |
| 1968  | Alan Mann Racing | P68     | Groupe 6  | Hubert Hahne    |     |     |     |     | 35  | 36  |     |     |     |     | 0      | -     |
| 1969  | Alan Mann Racing | P69     | Groupe 6  |                 | DAY | SEB | BHC | MNZ | TFO | SPA | NÜR | LMS | WGN | ORC | 0      | -     |
| 1969  | Alan Mann Racing | P69     | Groupe 6  | Jack Brabham    |     |     | NPD |     |     |     |     |     |     |     | 0      | -     |
| 1969  | Alan Mann Racing | P69     | Groupe 6  | Frank Gardner   |     |     | NPD |     |     |     |     |     |     |     | 0      | -     |
| 1969  | Alan Mann Racing | P68     | Groupe 6  | Frank Gardner   |     |     | 32  |     |     |     |     |     |     |     | 0      | -     |
| 1969  | Alan Mann Racing | P68     | Groupe 6  | Denny Hulme     |     |     | 32  |     |     |     |     |     |     |     | 0      | -     |
| 1969  | Alan Mann Racing | P68     | Groupe 6  | Masten Gregory  |     |     | PO  |     |     |     |     |     |     |     | 0      | -     |

### Récapitulatif complet des entrées
| Année | Événement                        | Circuit           | Pilotes                       | Notes                                                                          |
| ----- | -------------------------------- | ----------------- | ----------------------------- | ------------------------------------------------------------------------------ |
| 1968  | 1 000 kilomètres de Brands Hatch | Brands Hatch      | Bruce McLaren Denny Hulme     | NPF. Hulme remplacé par Spence pour la course. défaillance de la transmission. |
| 1968  | 1 000 kilomètres de Brands Hatch | Brands Hatch      | Mike Spence Jochen Rindt      | NPD. Le support moteur a défaillé pendant les essais.                          |
| 1968  | 6 Heures du Nürburgring          | Nürburgring       | Frank Gardner Richard Attwood | NPF. Défaillance des freins.                                                   |
| 1968  | 6 Heures du Nürburgring          | Nürburgring       | Chris Irwin Pedro Rodríguez   | NPD. Voiture radiée pendant les essais.                                        |
| 1968  | RAC TT                           | Oulton Park       | Richard Attwood               | NPF. Défaillance du différentielle.                                            |
| 1968  | AMOC 500                         | Silverstone       | Frank Gardner                 | NPF. Panne moteur.                                                             |
| 1968  | 6 Heures de Spa-Francorchamps    | Spa-Francorchamps | Frank Gardner Hubert Hahne    | Pole position, NPF. Panne électrique.                                          |
| 1968  | 1 000 kilomètres de Zeltweg      | Zeltweg           | Frank Gardner Richard Attwood | NPA.                                                                           |
| 1968  | 1 000 kilomètres de Zeltweg      | Zeltweg           | n/d                           | NPA.                                                                           |
| 1969  | 1 000 kilomètres de Brands Hatch | Brands Hatch      | Denny Hulme Masten Gregory    | P68, NPF. Gregory remplacé par Gardner pour la course. Pression d'huile        |
| 1969  | 1 000 kilomètres de Brands Hatch | Brands Hatch      | Frank Gardner Jack Brabham    | P69, NPD. Retiré.                                                              |
| 1969  | AMOC 300                         | Silverstone       | Frank Gardner                 | NPD. Électricité humide.                                                       |